# Caru’ cu Bere
Caru’ cu Bere – bar i restauracja przy ulicy Stavropoleos w dzielnicy Lipscani w Bukareszcie, stolicy Rumunii. Otwarta została w 1879 i przeniesiona do obecnego miejsca, neogotyckiego budynku zaprojektowanego przez austriackiego architekta Siegfrida Kofczinsky, w 1899. Budynek jest znany ze swoich secesyjnych dekoracji.
Jest obsługiwana przez sieć City Grill Dragoșa Petrescu i jest klasyfikowany jako zabytek historyczny, pod numerem B-II-m-B-19728.
Opowiadanie rumuńskiego pisarza Mateiu Ion Caragiale Sub pecetea tainei, rozgrywa się w Caru 'cu Bere.